# ヴュルテンベルク自由人民州

ヴュルテンベルク自由人民州
Freier Volksstaat Württemberg

1925年のヴュルテンベルク自由人民州

ヴュルテンベルク自由人民州（ドイツ語: Freier Volksstaat Württemberg）は、1918年のドイツ革命によりヴュルテンベルク王国の君主制が倒されて成立した、ドイツ国の州である。

## ドイツ革命
第一次世界大戦末のドイツ革命は一部で大規模な暴力を伴ったが、ヴュルテンベルク王国は無血革命によりヴュルテンベルク王ヴィルヘルム2世が1918年11月30日に退位して、共和制に移行した。領土も内政も変化することなく、1919年にヴュルテンベルク自由人民州憲法とヴァイマル憲法の制定によってヴュルテンベルク自由人民州はドイツ国の構成国となった。 
ヴァイマル共和政期のドイツは政治的に混乱していたが、ヴュルテンベルク自由人民州政府は君主制当時からの継続性と安定性を保っていた。例えば、1920年から1932年にかけてドイツ国首相は何度も変わったが、ヴュルテンベルク自由人民州議会は1度も途中解散されることなく4年の任期を満了している。また、 他の多くの州で与党の座にあったドイツ社会民主党はヴュルテンベルクでは早い時期に州政権への影響力を失っており、1924年から1933年まで保守連立政権が州政を運営していた。ドイツは1920年代・1930年代に何度も金融危機の影響を受けていたが、ヴュルテンベルク自由人民州は他のほとんどの州よりも経済発展が進んでおり、州都シュトゥットガルトは金融と文化の中心地となっていた。 

## 1933年–1952年
1933年のナチ党の権力掌握と、それに続く強制的同一化によりナチ党以外のすべての組織が排除されると、ヴュルテンベルク自由人民州のみならず他のすべてのドイツの州は、実質的に廃止されたも同然となった。ヴュルテンベルク自由人民州はプロイセン自由州ホーエンツォレルン県と合わせてヴュルテンベルク＝ホーエンツォレルン大管区に統合された。第二次世界大戦後、ヴュルテンベルク自由人民州は南北でアメリカ占領地域とフランス占領地域に分割され、アメリカ占領地域は旧バーデン共和国の北半分と統合されてヴュルテンベルク＝バーデン州となった。また、フランス占領地域のうち旧ヴュルテンベルク自由人民州の領域はヴュルテンベルク＝ホーエンツォレルン州となり、旧バーデン共和国の南半分はバーデン州となった。これらの3州が1952年に合併し、現在も存続するドイツ連邦共和国のバーデン＝ヴュルテンベルク州が成立した。 
自動車メーカーのポルシェのエンブレムは、本社所在地であるヴュルテンベルク自由人民州およびシュトゥットガルト市の紋章にインスピレーションを受けて制作されたものである。 